# 盟神探湯

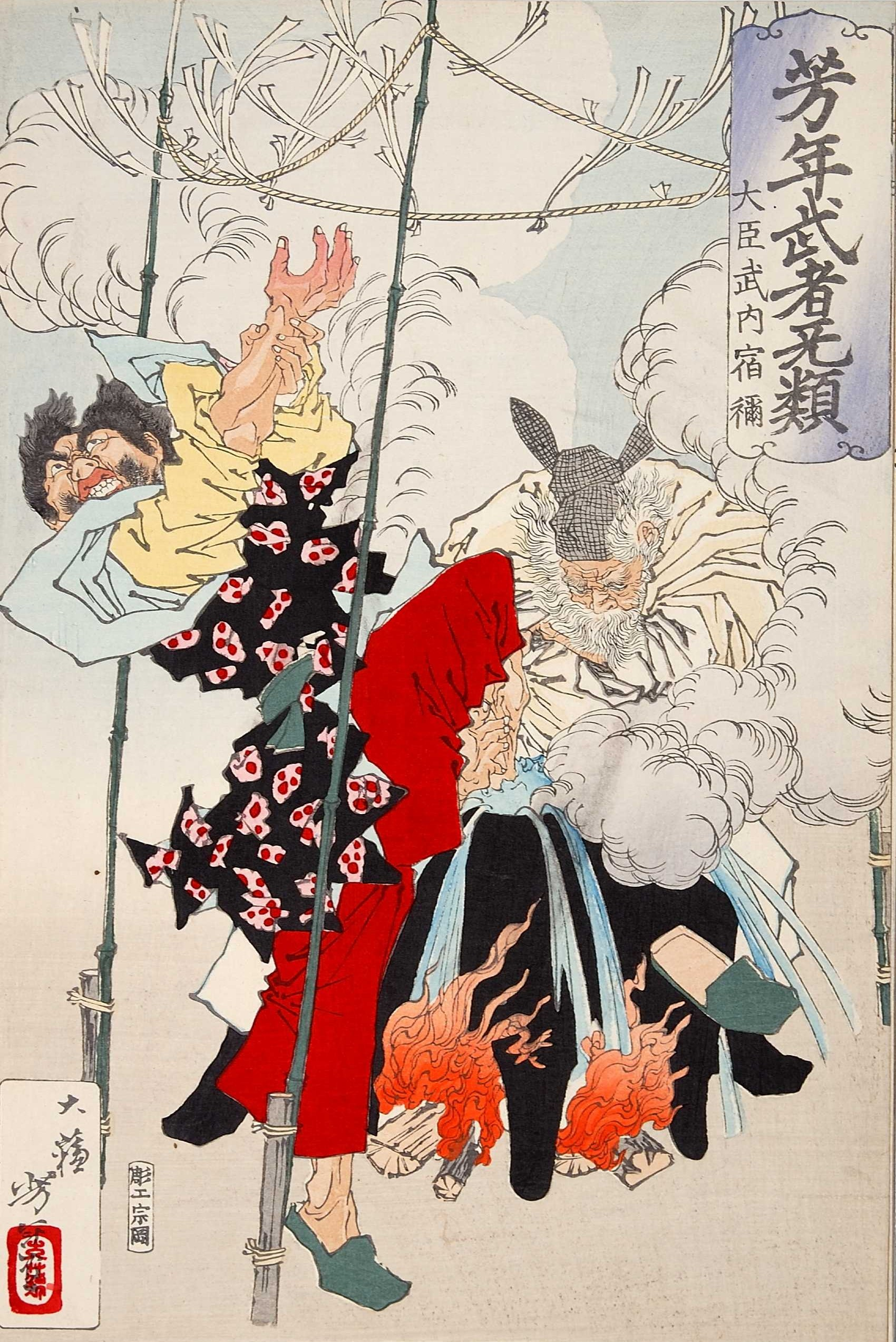
大臣武内宿祢 月岡芳年画

盟神探湯（くかたち、くかだち、くがたち）は、古代日本で行われていた神明裁判のこと。ある人の是非・正邪を判断するための呪術的な裁判法（神判）である。探湯・誓湯とも書く。

## 概要
対象となる者に、神に潔白などを誓わせた後、探湯瓮（くかへ）という釜で沸かした熱湯の中に手を入れさせ、正しい者は火傷せず、罪のある者は大火傷を負うとされる。毒蛇を入れた壷に手を入れさせ、正しい者は無事である、という様式もある。あらかじめ結果を神に示した上で行為を行い、その結果によって判断するということで、うけいの一種である。

## 『隋書』倭国伝の記録
『隋書』倭国伝では、「或いは小石を沸騰の中に置き、競う所の者をしてこれを探らしめ、云う理曲なる者は即ち手爛ると。或いは蛇を瓮中に置きてこれを取らしめ、云う曲なる者は即ち手を蟄さると」とあり、7世紀の日本で熱湯や蛇を用いた神明裁判が行われていたことを記録している。

## 『日本書紀』の記録
日本書紀応神天皇9年4月条に、武内宿禰が弟の甘美内宿禰の讒言を受けて殺されそうになり、武内宿禰が潔白を主張したので、天皇は2人に磯城川で盟神探湯をさせた結果、武内宿禰が勝利したとの記述がある。
允恭天皇4年9月条には、上下の秩序が乱れて、本来の姓を失ったり、わざと高い氏を名乗る者も出てきたため、それを正すために甘樫丘（甘樫坐神社）で盟神探湯を行ったという記事がある。各自が沐浴斎戒し、木綿の襷をつけて探湯を行い、正しく姓を名乗っている者は何ともなく、詐りの姓を名乗っている者は皆火傷をしたので、後に続く者の中で詐っている者は恐れて先に進めなかったので、正邪がすぐにわかったとある。この条の註記には、「或いは泥を釜に入れて煮沸して、手を入れて泥を探る」という手順が書かれている。さらに「或いは斧を火の色に焼きて、掌に置く」ともある。
継体天皇24年9月条には、倭国から任那に派遣された近江臣毛野の下に任那人と倭人の間に子供の帰属を巡る争いが発生した際、毛野が充分な審理を行うことなく「誓湯」すなわち盟神探湯を多用し、火傷を負って死ぬ者が多かったとされる。この報告を聞いた継体天皇は近江君毛野に召還命令を出している。

## 中世の記録
史書における盟神探湯の記録は『日本書紀』の上記3例を最後に途絶え、これから700年の間熱湯を用いた神明裁判の記録は存在しない。室町時代、応永年間になると再び熱湯を用いた神明裁判の記録が表れるようになり、この時代の熱湯を用いた神明裁判は「湯起請」という名で呼ばれた。記録に見えなかった時期に、熱湯を用いた神明裁判は行われなかったのか、それとも記録に残されていないだけで続いていたのかははっきりしないため、盟神探湯と湯起請の連続性を認める説と認めない説の両者が存在する。

## その他
- 神判としての盟神探湯の歴史が終わると、この言葉は神前に拝する時に身を清めるために沸かす湯の意味となった。釜で沸かした熱湯を笹の葉などで参拝者にかける湯立、湯起請などの神事は、この意味の盟神探湯に由来するものである。
- アイヌ民族の間でも「サイモン」と呼ばれる盟神探湯が行われていた。方式は日本本土とほぼ同じで、熱湯が沸く鍋の中の石をつかみ取らせ、無事なら無罪、火傷を負えば有罪と判定する。考古学者の瀬川拓郎は「サイモン」の名称について、中世の日本本土において湯起請を取り仕切っていた陰陽師や修験者が語る「祭文」に由来する、との説を唱えている[6]。
- 油を熱して手で探らせる熱油審は古代インドのナラダスムリティに記述があり、また類似の方法はヨーロッパなどの神明裁判でも行われた。
- ゾロアスター教の最後の審判は、地上に世界の誕生以来の死者が全員復活し、そこに天から彗星が降ってきて、世界中のすべての鉱物が熔解し、復活した死者たちを飲み込み、義者は全く熱さを感じないが、不義者は苦悶に泣き叫ぶことになる。一説には、これが三日間続き、不義者の罪も浄化されて、全員が理想世界に生まれ変わるとされる。別の説では、この結果、悪人（不義者）は地獄で、善人（義人）は天国で永遠に過ごすことになるとされる。
- 中国の東晋時代（4世紀ころ）に記された志怪小説、『捜神記』によれば、扶南（現在のベトナム南部からカンボジア付近に存在した国家）の王・范尋は、被疑者の真偽を探るに当たって熱湯に入れた金の指輪をつかみ取らせた。被疑者が無実なら無事だが、有罪なら火傷を負うという。范尋はこれ以外にも、被疑者をトラやワニに投げ与え、無事なら無罪と判定する神明裁判を行っていた[7]。

## 関連書籍
- 清水克行『日本神判史: 盟神探湯・湯起請・鉄火起請』中公新書、2010年
- 山田仁史「盟神探湯の源流再考」『国史談話会雑誌』50: pp. 265-287、2010年